# Secret (nhóm nhạc)
Secret là nhóm nhạc nữ Hàn Quốc gồm 4 thành viên, được thành lập vào năm 2009. Nhóm bao gồm: Hyosung (trưởng nhóm), Jung Ha-na, Song Ji-eun và Han Sun-hwa. Trong năm 2009, nhóm ký hợp đồng với TS Entertainment và phát hành đĩa đơn đầu tay "I Want You Back". Năm 2010, nhóm phát hành 2 mini-album là Secret Time với ca khúc chủ đề "Magic" và Madonna với ca khúc chủ đề cùng tên với album.
Trong năm 2011, Secret phát hành ba đĩa đơn là "Shy Boy", "Starlight Moonlight" và "Love is Move". Jieun, giọng ca chính của nhóm, cũng cho ra mắt đĩa đơn solo đầu tay, "Going Crazy" song ca với rapper Bang Yong Guk. Tháng 8 năm 2010, nhóm chính thức ra mắt tại Nhật. Secret là một trong 3 nhóm nhạc nữ Hàn Quốc ra mắt trong top 10 bảng xếp hạng Oricon, sau Kara và Girls' Generation. Album phòng thu đầu tiên của họ, Moving in Secret được phát hành vào ngày 18 tháng 10 năm 2011. Bên cạnh những thành công về mặt thương mại, nhóm còn được biết đến với việc thay đổi hình tượng, từ những hình ảnh gợi cảm trong những ngày đầu thành lập cho đến hình ảnh trong sáng, ngây thơ.
Ngày 26 tháng 9 năm 2016, thành viên Sunhwa quyết định tách nhóm khi nhóm hết hạn hợp đồng và cô không muốn gia hạn hợp đồng và sau đó cô sẽ tập trung trong ngành diễn xuất ở công ty mới.
Ngày 28 tháng 2 năm 2018, thành viên Jieun rời nhóm.

## Thành viên

### Thành viên hiện tại
| Nghệ danh    | Nghệ danh | Tên khai sinh  | Tên khai sinh | Ngày sinh         |
| Latinh       | Hangul    | Latinh         | Hangul        | Ngày sinh         |
| ------------ | --------- | -------------- | ------------- | ----------------- |
| Hyosung      | 효성      | Jeon Hyo-seong | 전효성        | 13 tháng 10, 1989 |
| Hana/ Zinger | 하나      | Jung Ha-na     | 정하나        | 2 tháng 2, 1990   |

### Thành viên cũ
| Nghệ danh | Nghệ danh | Tên khai sinh | Tên khai sinh | Ngày sinh        |
| Latinh    | Hangul    | Latinh        | Hangul        | Ngày sinh        |
| --------- | --------- | ------------- | ------------- | ---------------- |
| Jieun     | 지은      | Song Ji-eun   | 송지은        | 5 tháng 5, 1990  |
| Sunhwa    | 선화      | Han Seon-hwa  | 한선화        | 6 tháng 10, 1990 |

- Seungin từng thực tập sinh tại YG Entertainment trong 9 năm (từ 2006-2015)
- Taein là cựu thành viên AOM thuộc Rainbow Bridge World ra mắt năm 2016 nhưng đến năm 2017 thì tan rã, Taein rời công ty.

## Danh sách đĩa nhạc
| Album phòng thu - 2011: Moving in Secret Mini-album - 2010: Secret Time - 2010: Madonna - 2014: "Secret Summer" Đĩa đơn - 2011: Shy Boy - 2011: Starlight Moonlight Đĩa đơn kỹ thuật số - 2009: "I Want You Back" - 2009: "Yesterday" (Jieun solo) - 2011: "Going Crazy" (Jieun solo) | Mini-album - 2011: Shy Boy Đĩa đơn - 2011: Madonna |

## Giải thưởng
| Năm  | Giải thưởng |
| ---- | --- |
| 2010 | - 25th Golden Disk Awards: Nhóm nhạc mới - 18th Korean Culture Entertainment Awards: New Generation Popular Music Teen Singer Award |
| 2011 | - 20th Seoul Music Awards: Giải thưởng chính ("Madonna") - 6th Asia Model Festival Awards: Nghệ sĩ được yêu thích                   |

## Chương trình âm nhạc

#### M! Countdown
| Năm  | Ngày       | Bài hát |
| ---- | ---------- | ------- |
| 2011 | 13 tháng 1 | Shy Boy |

#### Music Bank
| Năm  | Ngày       | Bài hát |
| ---- | ---------- | ------- |
| 2011 | 4 tháng 2  | Shy Boy |
| 2011 | 11 tháng 2 | Shy Boy |
| 2011 | 18 tháng 2 | Shy Boy |

#### Inkigayo
| Năm  | Ngày       | Bài hát             |
| ---- | ---------- | ------------------- |
| 2011 | 20 tháng 2 | Shy Boy             |
| 2011 | 19 tháng 6 | Starlight Moonlight |